# انسولین گلارژین
انسولین گلارژین که با نام های Lantus , Glaineو دیگر نام ها به بازار عرضه می شود، یک انسولین طولانی اثر است که در مدیریت دیابت نوع I و II استفاده می شود. این دارو به طور معمول به عنوان انسولین طولانی مدت توصیه شده در انگلستان کاربرد دارد. انسولین گلارژین یک بار در روز و به صورت تزریق زیرجلدی استفاده می شود. اثرات آن معمولاً یک ساعت پس از استفاده شروع می شود.
از عوارض جانبی رایج می توان به افت قند خون، مشکلات در محل تزریق، خارش و افزایش وزن اشاره کرد. عوارض جانبی جدی شامل افت پتاسیم خون است. در دوران بارداری معمولاً انسولین NPH به جای انسولین گلارژین ترجیح داده می شود. پس از تزریق، میکروکریستال‌ها به مدت ۲۴ ساعت به آرامی انسولین ترشح می کنند. این انسولین باعث جذب گلوکز از خون توسط بافت های بدن و کاهش تولید آن توسط کبد می شود.
انسولین گلارژین در سال ۲۰۰۰ برای استفاده پزشکی در ایالات متحده تأیید شد. در سال ۲۰۱۷، این دارو سی و سومین داروی پرتجویز در ایالات متحده با بیش از بیست میلیون نسخه بود.